# فرودگاه فاکس کریک
فرودگاه فاکس کریک (به انگلیسی: Fox Creek Airport) یک فرودگاه همگانی است که یک باند فرود آسفالت دارد و طول باند آن ۸۹۹ متر است. این فرودگاه در کشور کانادا قرار دارد و در ارتفاع ۸۶۶ متری از سطح دریا واقع شده است.